# Dolomedes flaminius
Espèce
Dolomedes flaminius est une espèce d'araignées aranéomorphes de la famille des Dolomedidae.

## Distribution
Cette espèce est d'origine incertaine. Elle pourrait provenir de Nouvelle-Calédonie ou du Queensland en Australie,.

## Description
Le mâle décrit par Raven et Hebron en 2018 mesure 9,7 mm.

## Systématique et taxinomie
Cette espèce a été décrite par L. Koch en 1867.

## Publication originale
- L. Koch, 1867 : « Beschreibungen neuer Arachniden und Myriapoden. II. » Verhandlungen der Kaiserlich-Königlichen Zoologisch-Botanischen Gesellschaft in Wien, vol. 17, p. 173-250 (texte intégral).